# 7688 Lothar
7688 Lothar eller 2536 P-L är en asteroid i huvudbältet som upptäcktes den 24 september 1960 av den nederländsk-amerikanske astronomen Tom Gehrels och det nederländska astronomparet Ingrid van Houten-Groeneveld och Cornelis Johannes van Houten vid Palomarobservatoriet. Den är uppkallad efter den tyske amatörastronomen Lothar Kurtze.
Asteroiden har en diameter på ungefär 4 kilometer och den tillhör asteroidgruppen Vesta.